# Vic-Fezensac
Vic-Fezensac (tiếng Occitan: Vic en Fesensac) là một xã thuộc tỉnh Gers trong vùng Occitanie miền nam nước Pháp.